# Zahra Ouaziz
Zahra Ouaziz, arab. زهرة وعزيز (ur. 20 grudnia 1969 w Oulmes) – marokańska lekkoatletka specjalizująca się w biegach długodystansowych, uczestniczka letnich igrzysk olimpijskich w Atlancie (1996). Sukcesy odnosiła również w biegach przełajowych.

## Sukcesy sportowe
- mistrzyni Maroka w biegu na 3000 metrów – 1992[1]
- mistrzyni Maroka w biegu na 5000 metrów – 1994
- halowa wicemistrzyni Francji w biegu na 3000 metrów – 2004[2]

| Rok  | Miasto     | Zawody                                    | Konkurencja                     | Wynik                     |
| ---- | ---------- | ----------------------------------------- | ------------------------------- | ------------------------- |
| 1986 | Kair       | Mistrzostwa panarabskie juniorów          | bieg na 3000 m                  | brązowy medal             |
| 1994 | Paryż      | Igrzyska frankofońskie                    | bieg na 10 000 m                | złoty medal               |
| 1995 | Barcelona  | Halowe mistrzostwa świata                 | bieg na 3000 m                  | 7. miejsce                |
| 1995 | Kair       | Mistrzostwa panarabskie                   | bieg na 5000 m bieg na 10 000 m | złoty medal               |
| 1995 | Göteborg   | Mistrzostwa świata                        | bieg na 5000 m                  | brązowy medal             |
| 1997 | Bari       | Igrzyska śródziemnomorskie                | bieg na 5000 m                  | brązowy medal             |
| 1998 | Marrakesz  | Mistrzostwa świata w biegach przełajowych | indywidualnie drużynowo         | srebrny medal złoty medal |
| 1998 | Dakar      | Mistrzostwa Afryki                        | bieg na 3000 m                  | złoty medal               |
| 1998 | Moskwa     | Finał Grand Prix IAAF                     | bieg na 3000 m                  | 2. miejsce                |
| 1999 | Maebashi   | Halowe mistrzostwa świata                 | bieg na 3000 m                  | srebrny medal             |
| 1999 | Sewilla    | Mistrzostwa świata                        | bieg na 5000 m                  | srebrny medal             |
| 1999 | Monachium  | Finał Grand Prix IAAF                     | bieg na 3000 m                  | 2. miejsce                |
| 2000 | Vilamoura  | Mistrzostwa świata w biegach przełajowych | indywidualnie                   | srebrny medal             |
| 2003 | Birmingham | Halowe mistrzostwa świata                 | bieg na 3000 m                  | 4. miejsce                |

## Rekordy życiowe
- bieg na 1500 metrów – 4:00,60 – Stuttgart 19/07/1998
- bieg na 2000 metrów – 5:37,55 – Bruksela 03/09/1999
- bieg na 3000 metrów – 8:26,48 – Zurych 11/08/1999 (rekord Maroka)
- bieg na 3000 metrów (hala) – 8:38,43 – Maebashi 07/03/1999
- bieg na 5000 metrów – 14:32,08 – Berlin 01/09/1998 (rekord Maroka)
- bieg na 5000 metrów (hala) – 15:11,15 – Stuttgart 31/01/2004 (rekord Maroka)
- bieg na 10 000 metrów – 34:04,64 – Bondoufle 11/07/1994
- bieg na 10 kilometrów – 32:54 – Doha 13/12/2002